# Das 3. Geschlecht

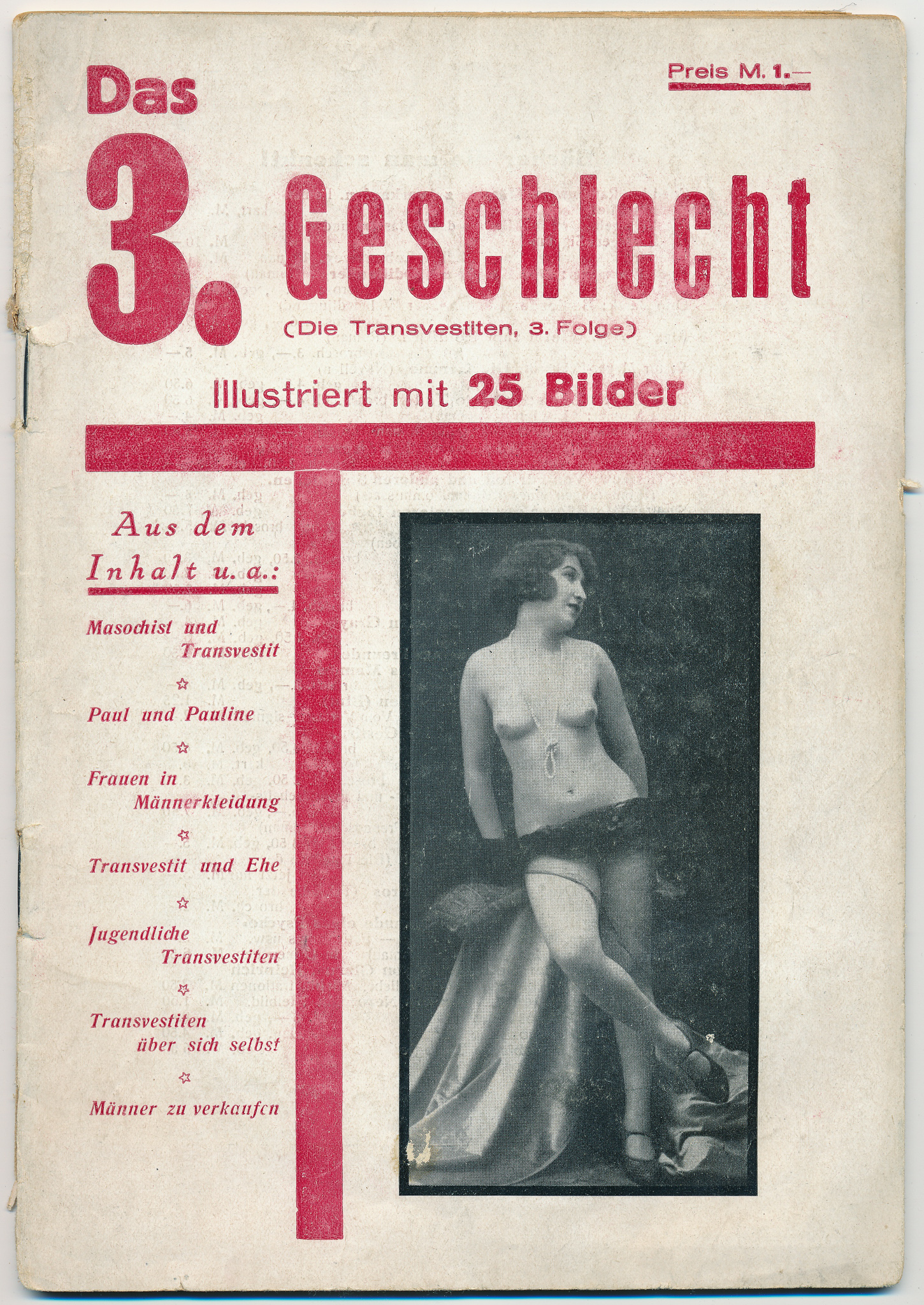
Titelseite der Zeitschrift "Das 3. Geschlecht", Heft 3

Das 3. Geschlecht, Untertitel Die Transvestiten, war eine zwischen 1930 und 1932 erschienene Zeitschrift für Transvestiten. Sie erschien im Berliner Radszuweit-Verlag und gilt als erste Zeitschrift für Transvestiten der Geschichte. Die Zeitschrift dokumentiert die ersten Schritte einer eigenen Bewegung von Transpersonen im Zuge der damaligen Homosexuellenbewegung.

## Editionsgeschichte
Das 3. Geschlecht erschien erstmals am 28. Mai 1930. Die Zeitschrift war als Monatszeitschrift geplant, erschien aber in größeren Abständen, Heft 2 im September 1930, Heft 3 im Februar 1931 und Heft 4 im Juli 1931. Das Heft 5 vom Mai 1932 war die letzte Ausgabe, kurz zuvor war der Verleger Friedrich Radszuweit gestorben, sein Erbe Martin Radszuweit setzte das Magazin nicht fort. Vermutlich gelang es der Zeitschrift nicht, sich durch eine ausreichende Menge von Abonnements wirtschaftlich tragbar zu machen. Die Hefte umfassten jeweils 40 Seiten, sie enthielten sowohl aktivistische Texte, medizinische Artikel, Kleidungsratgeber, belletristische Texte als auch Erfahrungsberichte von Transvestiten, ergänzt um zahlreiche Fotografien von Transvestiten und Transvestitinnen. Auch Selli Engler und Elsbeth Killmer veröffentlichten dort Texte.
Als bedeutsam gilt die unüblich reiche, verhältnismäßig professionelle Illustration der Zeitschrift, die durch Radszuweit intendiert war. Während Abbildungen in homosexuellen Zeitschriften des Verlages meist auf das erotische Begehren der Kundschaft abzielten, diente die Bebilderung hier als identitätsstiftendes Mittel. Zusätzlich zu den redaktionellen Illustrationen wurden auch Bilder von Lesenden abgedruckt, die nach einem Aufruf der Redaktion eingesandt wurden und so einen Ausschnitt damaliger transvestitischer Vorstellungen dokumentieren.

## Rezeption
Ihr Erscheinen gilt als einer der wenigen Belege für die erstmalige „Konstituierung der Transvestiten als geschlechtliche Minderheit“. Hazel Rhodes konstatiert, dass die Zeitschrift repräsentativ für die Bildung einer „privatimen Öffentlichkeit“ einer Schicht zeitgenössischer Transvestiten gewesen sei und als solches normstiftend und abgrenzend wirkte, letzteres insbesondere auf die zeitgenössisch verbreiteten Vorstellungen von Transvestitismus als „Abnormalität“.

## Nachweise
1. 1 2 3  Rainer Herrn: Die Zeitschrift Das 3. Geschlecht in: Rainer Herrn (Hrsg.): Das 3. Geschlecht – Reprint der 1930–1932 erschienenen Zeitschrift für Transvestiten, 2016, ISBN 978-3-86300-217-6, S. 231 ff.
2. ↑  Katie Sutton: "We Too Deserve a Place in the Sun": The Politics of Transvestite Identity in Weimar Germany. In: German Studies Review. Band 35, Nr. 2, 2012, ISSN 0149-7952, S. 335–354, JSTOR:23269669.
3. ↑  Rainer Herrn: Others of My Kind: Transatlantic Transgender Histories. Hrsg.: Alex Bakker, Rainer Herrn, Michael Thomas Taylor, Annette F. Timm. University of Calgary Press, 2020, ISBN 978-1-77385-152-5, Das 3. Geschlecht (The 3rd sex): Illustration Practices in the First Magazine for Transvestites, S. 35–69 (englisch, ucalgary.ca).
4. ↑  Hazel Rhodes: „Die Transvestiten haben das Wort“: the politics of gender variation, sexual distinction and morality in the transvestite magazine Das 3. Geschlecht. In: GENDER – Zeitschrift für Geschlecht, Kultur und Gesellschaft. Band 15, Nr. 2, 22. Juni 2023, ISSN 2196-4467 (budrich-journals.de [abgerufen am 22. Juli 2023]).